# Plöckenpasset
Plöckenpasset (tyska Plöckenpass, italienska Passo di Monte Croce Carnico) är ett bergspass i Karniska alperna. Det är beläget på gränsen mellan det österrikiska förbundslandet Kärnten och den italienska regionen Friuli-Venezia Giulia och förbinder orterna Kötschach-Mauthen och Paluzza.
Passet ligger  1360 meter över havet. Vägen över passet lutar maximal 13 %. Den är öppen hela året.